# Piper PA-20 Pacer
Los Piper PA-20 Pacer y PA-22 Tri-Pacer corresponden a una familia de monoplanos de ala alta para cuatro personas, fabricados por Piper Aircraft en el período de posguerra. Se disponía de opciones de motores instalados en fábrica de 93 kW (125 hp), 100 kW (135 hp), 112 kW (150 hp) y 120 kW (160 hp), y se disponía de opciones de conversión para motores de 135 kW (180 hp).

## Diseño y desarrollo

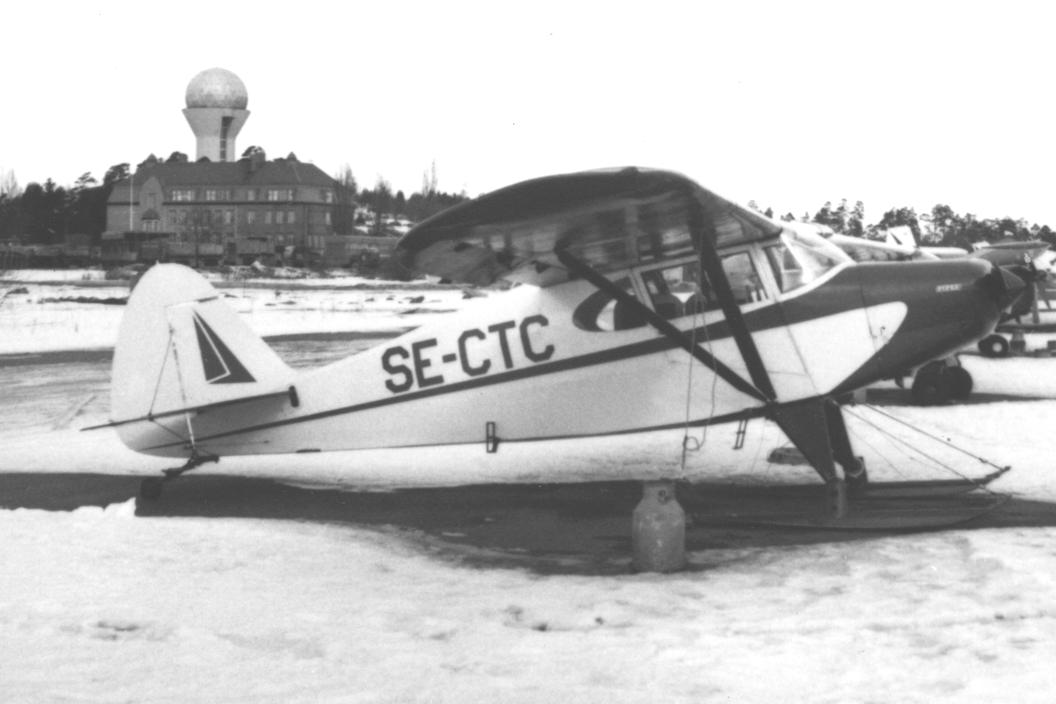
PA-20 Pacer equipado con esquíes.

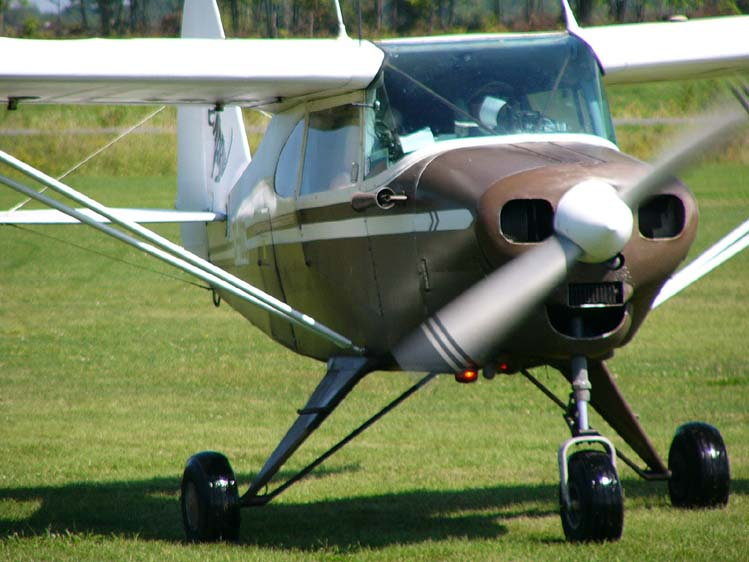
Piper PA-22-135 Tri-Pacer.

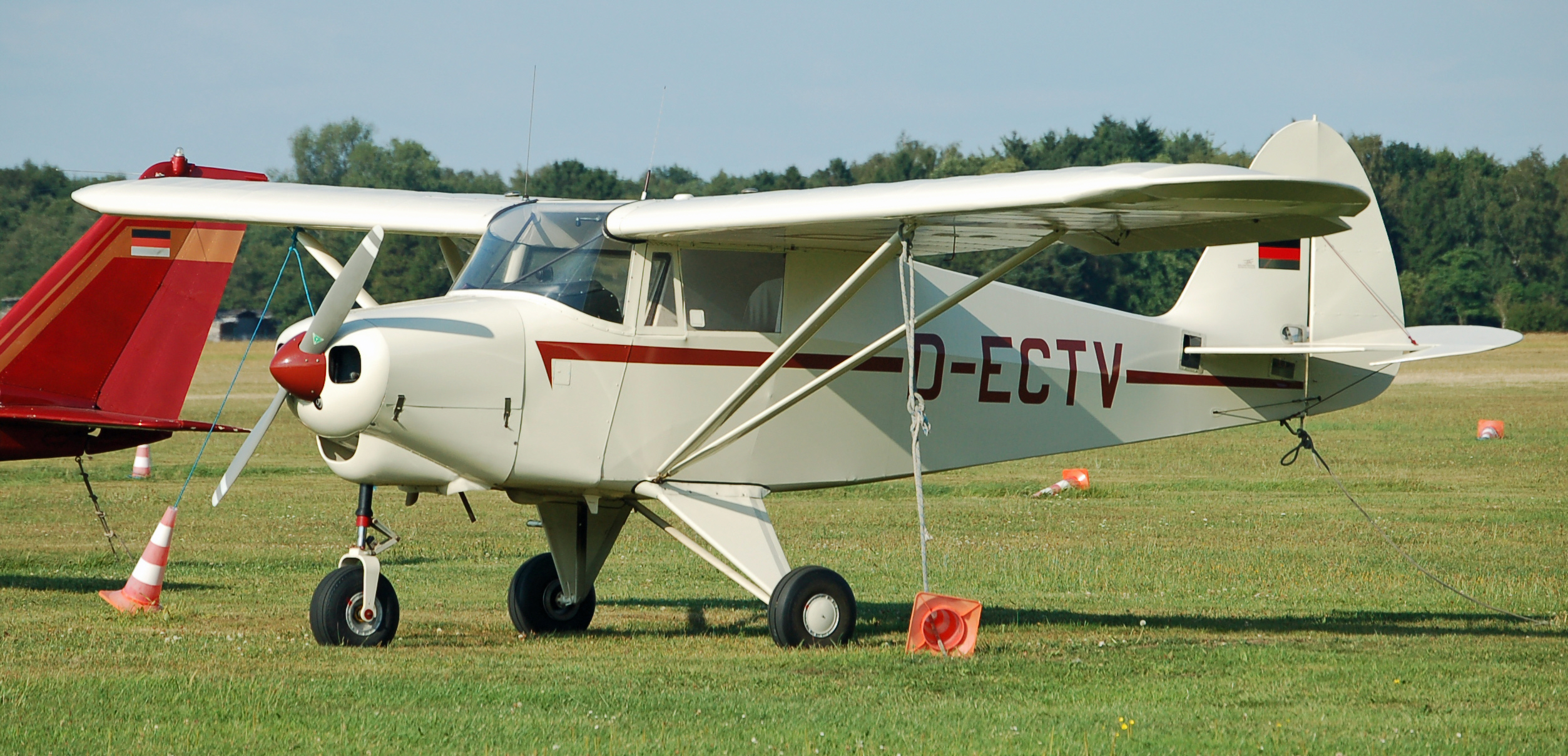
Piper PA-22 Colt.

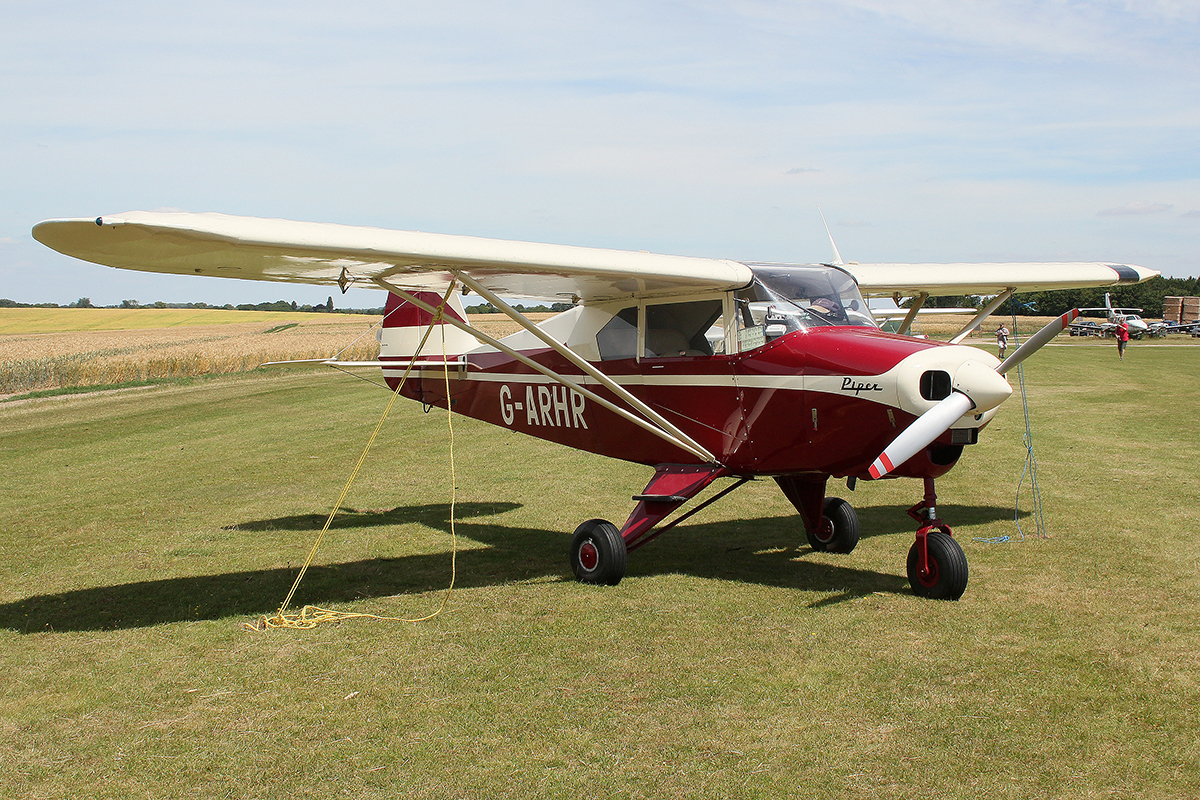
Piper PA-22-150 Caribbean.

El Piper PA-20 Pacer fue diseñado originalmente como un avión de rueda de cola y, por lo tanto, tenía una visibilidad delantera algo limitada en tierra y características de manejo en tierra más exigentes. Para ayudar a introducir a más pilotos a un vuelo más fácil y seguro, a partir de febrero de 1951, Piper presentó el PA-22 Tri-Pacer con una rueda de morro en lugar del tren de aterrizaje de rueda de cola. Tanto el Pacer como el Tri-Pacer pertenecen a un subgrupo de aviones Piper llamado "Short Wing Pipers". Además, el Tri-Pacer ofrecía opciones de motor de mayor potencia en forma de motores de 112 kW (150 hp) y 120 kW (160 hp), mientras que el motor más grande disponible para el Pacer original tenía una potencia de 100 kW (135 hp). En ese momento, el tren de aterrizaje triciclo se convirtió en una preferencia popular y, en 1953, el PA-22 Tri-Pacer se vendió más que el Pacer en una proporción de seis a uno. Debido a la geometría de la instalación de la rueda de morro, a veces se le llama "Taburete de leche volador".
En 1959 y 1960, Piper ofreció una versión más barata y menos equipada del Tri-Pacer, con un Lycoming O-320 de 112 kW (150 hp), designado como PA-22-150 Caribbean. Se produjeron más de 9400 Tri-Pacer entre 1950 y 1964, cuando terminó la producción, con 3280 todavía registrados en la FAA en abril de 2018.
Una característica inusual del Tri-Pacer es la incorporación de alerones y timón elásticos. Además de simplificar la coordinación de las maniobras en vuelo, este sistema, que puede ser superado fácilmente por el piloto según sea necesario, permitió la instalación de una forma simplificada de piloto automático comercializada por Piper con el nombre de Autocontrol. 
Una pequeña cantidad de PA-22 se ha convertido a una configuración de rueda de cola, lo que resulta en un avión que es muy similar a un PA-20 Pacer, pero que conserva las mejoras y características del modelo PA-22. Los propietarios a menudo se refieren a estas conversiones como PA-22/20, y a menudo se enumeran en anuncios de aviones clasificados como tales, aunque la FAA sigue designando oficialmente tales aviones convertidos como PA-22 Tri-Pacer. Cuando se realiza esta conversión, generalmente se instala una conversión de freno de disco de 2 discos en lugar de los frenos de tambor originales, y el motor Lycoming O-360 de 180 hp es la actualización preferida. Algunos PA-22 tienen una hélice Hartzell controlable de velocidad constante o una Koppers Aeromatic. Cada una de estas instalaciones mejora el rendimiento y la economía, sacrificando la carga útil.
Se diseñó una versión de entrenamiento del PA-22 Tri-Pacer y se la designó como PA-22-108 Colt. Estaba destinada a competir directamente con otros entrenadores populares del momento, como el Cessna 150, y estaba propulsado por un Lycoming O-235 de 80 kW (108 hp). Se fabricaron más de 2000 Colt durante los dos años de producción.
El Colt se parece mucho al Tri-Pacer y usa los mismos tren de aterrizaje, soportes del motor, asientos, parabrisas, puertas, superficies traseras, puntales y panel de instrumentos. Algunos Colt también se han convertido a la configuración de rueda trasera, aunque esto no es tan popular como convertir Tri-Pacer.
El último lote de 12 PA-22-150 se construyó para el Ejército de Tierra francés en 1963 y el último de la familia, un PA-22-108 Colt, se completó el 26 de marzo de 1964. El modelo fue reemplazado en la línea de producción de Vero Beach por el PA-28 Cherokee 140.

## Historia operacional

### Cuba
Entre 1953 y 1955, la  Fuerza Aérea de Cuba recibió 7 PA-20, 4 PA-22-150 y 3 PA-22-160. Durante la Revolución Cubana se quitaron las puertas traseras de los PA-22 y se instaló una ametralladora de calibre .30 (7,62 mm) en su lugar para su uso contra los insurgentes, junto con granadas lanzadas a mano. Se cree que un PA-22, que proporcionaba apoyo terrestre al Ejército cubano durante la Batalla de Guisa, fue el único avión perdido por las FAEC debido al fuego enemigo.

### Katanga
Durante la Crisis del Congo, los separatistas katangueños recibieron cinco PA-22-150 de la Fuerza Aérea Sudafricana para la Fuerza Aérea Katangueña. Desplegados contra las fuerzas de la ONU en el Congo entre 1961 y 1963, su estado al final del conflicto seguía siendo algo incierto.

## Variantes

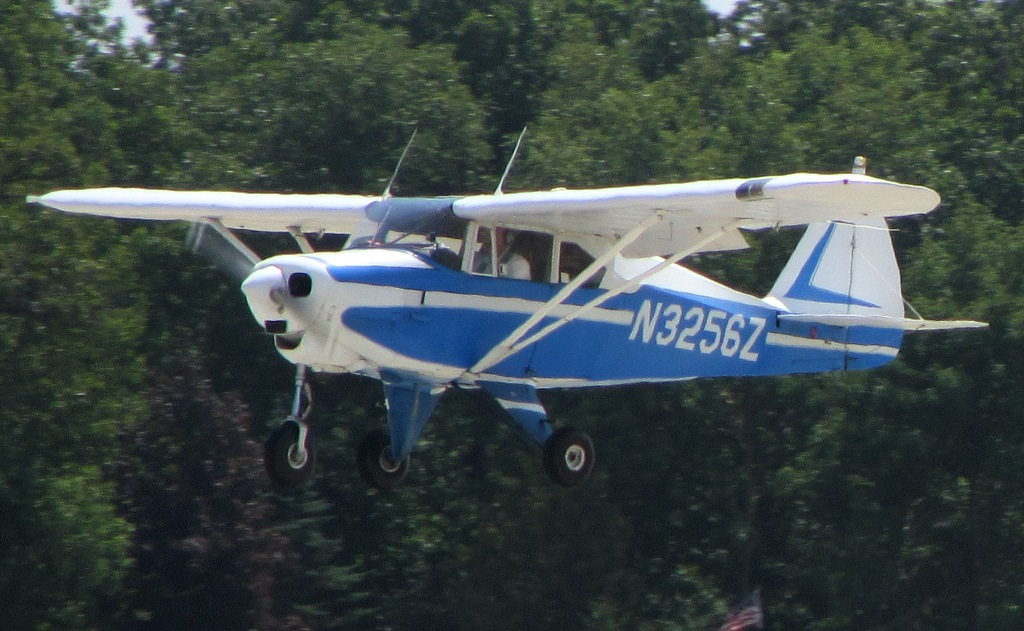
PA-22-150 de 1959, aterrizando.

PA-20
Cuatro asientos, tren de aterrizaje convencional, motor Lycoming O-290-D de 93 kW (125 hp). Certificado el 21 de diciembre de 1949.
PA-20S
Tres asientos, tren de aterrizaje convencional, instalación opcional de flotadores, motor Lycoming O-290-D de 93 kW (125 hp). Certificado el 18 de mayo de 1950.
PA-20 115
Cuatro asientos, tren de aterrizaje convencional, motor Lycoming O-235-C1 de 86 kW (115 hp). Certificado el 22 de marzo de 1950.
PA-20S 115
Tres asientos, tren de aterrizaje convencional, instalación opcional de flotadores, motor Lycoming O-235-C1 de 86 kW (115 hp). Certificado el 18 de mayo de 1950.
PA-20 135
Cuatro asientos, tren de aterrizaje convencional, motor Lycoming O-290-D2 de 101 kW (135 hp). Certificado el 5 de mayo de 1952.
PA-20S 135
Tres asientos, tren de aterrizaje convencional, instalación opcional de flotadores, motor Lycoming O-290-D2 de 101 kW (135 hp). Certificado el 15 de mayo de 1952.
PA-22
Cuatro asientos, tren de aterrizaje triciclo, motor Lycoming O-290-D de 93 kW (125 hp). Certificado el 20 de diciembre de 1950.
PA-22-108 Colt
Dos asientos, tren de aterrizaje triciclo, motor Lycoming O-235-C1 o C1B de 81 kW (108 hp). Certificado el 21 de octubre de 1960.
PA-22-135
Cuatro asientos, tren de aterrizaje triciclo, motor Lycoming O-290-D2 de 101 kW (135 hp). Certificado el 5 de mayo de 1952.
PA-22S-135
Tres asientos, tren de aterrizaje triciclo, instalación opcional de flotadores, motor Lycoming O-290-D2 de 101 kW (135 hp). Certificado el 14 de mayo de 1954.
PA-22-150
Dos o cuatro asientos, tren de aterrizaje triciclo, motor Lycoming O-320-A2A o A2B de 110 kW (150 hp). Certificado el 3 de septiembre de 1952 como cuatriplaza en la categoría normal y como biplaza en la categoría utilitaria.
PA-22-150 Caribbean
Era un modelo equipado con motor Lycoming O-320-A2A de 110 kW (150 hp) que permaneció en producción después de que se introdujera el motor de 120 kW (160 hp), para diferenciarlo.
PA-22S-150
Tres asientos, tren de aterrizaje triciclo, instalación opcional de flotadores, motor Lycoming O-320-A2A o A2B de 110 kW (150 hp). Certificado el 3 de septiembre de 1954.
PA-22-160
Dos o cuatro asientos, tren de aterrizaje triciclo, motor Lycoming O-320-B2A o B2B de 120 kW (160 hp). Certificado el 3 de septiembre de 1952 como cuatriplaza en la categoría normal y como biplaza en la categoría utilitaria.
PA-22S-160
Tres asientos, tren de aterrizaje triciclo, instalación opcional de flotadores, motor Lycoming O-320-B2A o B2B de 120 kW (160 hp). Certificado el 25 de octubre de 1957.

## Especificaciones (PA-22 Tri-Pacer)

### Características generales
- Tripulación: Uno (piloto)
- Capacidad: 3 pasajeros
- Longitud: 6,3 m (20,5 ft)
- Envergadura: 8,9 m (29,3 ft)
- Altura: 2,5 m (8,3 ft)
- Superficie alar: 13,7 m² (147,5 ft²)
- Peso vacío: 503 kg (1108,6 lb)
- Peso cargado: 907 kg (1999 lb)
- Peso máximo al despegue: 907 kg (1999 lb)
- Planta motriz: 1× motor bóxer de 4 cilindros refrigerado por aire Lycoming O-320-B.
  - Potencia: 120 kW (165 HP; 163 CV)
- Hélices: Sensenich bipala de paso constante
- Diámetro de la hélice: 1,85 mDibujo 3 vistas del Piper PA-22-108.

### Rendimiento
- Velocidad máxima operativa (Vno): 227 km/h (141 MPH; 123 kt)
- Velocidad crucero (Vc): 216 km/h (134 MPH; 117 kt) al 75 % de potencia a 2100 m
- Velocidad de entrada en pérdida (Vs): 79 km/h (49 MPH; 43 kt)
- Alcance: 805 km (435 nmi; 500 mi)
- Techo de vuelo: 5029 m (16 499 ft)
- Régimen de ascenso: 4,1 m/s (807 ft/min)
- Carga alar: 66 kg/m² (13,5 lb/ft²)

## Aeronaves relacionadas

### Desarrollos relacionados
- PA-15/17 Vagabond
- Piper PA-16 Clipper

### Aeronaves similares
- Stinson 108
- Cessna 170
- Cessna 172
- Partenavia Fachiro

### Secuencias de designación
- Secuencia PA-_ (interna de Piper): ← PA-17 - PA-18 - PA-19 - PA-20 - PA-21 - PA-22 - PA-23 - PA-24 - PA-25  →